# De monstruos y hombres
De monstruos y hombres (en ruso: Про уродов и людей; Pro urodov i lyudey) es una película rusa de 1998 dirigida por Alexei Balabanov. Rodada inicialmente en blanco y negro, y luego totalmente en tono sepia, la película está ambientada en la Rusia de principios de siglo XX, en dos familias y en cómo decaen a manos de un solo hombre, Johann, y sus tendencias sadomasoquistas y pornográficas. La película obtuvo dos premios Nika de la academia rusa de cine a la mejor película y mejor director.

## Sinopsis
La película narra la historia de dos familias en la Rusia de principios de siglo XX, en un ambiente aparentemente respetable, burgués y elegante. Johan (Sergey Makovetskiy) llega a San Petersburgo, mientras que el doctor Stasov (Aleksandr Mezentsev) y su esposa (Anzhelika Nevolina) deciden adoptar dos gemelos siameses. La intrusión de Viktor Ivanovich (Viktor Sukhorukov) y otros personajes con tendencias sadomasoquistas y pornográficas que deciden grabar sus experiencias frente a un grupo de curiosos cambia el curso de las familias y pone de manifiesto una incipiente y tímida corriente clandestina de este tipo de inclinaciones.

## Reparto
- Sergei Makovetsky - Johann
- Viktor Sukhorukov - Viktor
- Anzhelika Nevolina - Catalina Kirillovna Stasov, la mujer del médico ciego
- Dinara Drukarova - Lisa
- Alesha Deux - Kohl
- Genghis Tsydendambaev - Toll
- Vadim Prokhorov - Putilov
- Aleksandr Mezentsev - Doctor Stasov
- Igor Shibanov - Ingeniero Radloff
- Daria Lesnikova - Grunya
- Tatiana Polonskaya - Daria